# Patinoire Sunny Brae
La patinoire Sunny Brae en anglais : Sunny Brae Rink) est une patinoire couverte de Moncton au Nouveau-Brunswick (Canada) qui a été en fonction entre 1922 jusqu'en 1928. Ses ruines ont été reconnues comme lieu historique local par la ville de Moncton en 2005.

## Histoire
La patinoire a été financée par Sunny Brae Rink Ltd. Elle est l’œuvre de l'architecte R. C. Donald. Ce dernier s'inspira des arènes romaines pour l'architecture. Lors de la construction, des fissures sont apparues dans le toit en béton. L'inspecteur du bâtiment suggéra qu'on le remplace par un structure en bois, plus légère. Donald fit retirer le toit de la patinoire à grand frais et le remplaça par un toit en bois soutenu par des poutres d'aciers. Les rebuts de l'ancien toit en béton ont servi de fondation pour l'avenue Donald.
Quand elle a été achevée en 1922, la patinoire était la plus grande patinoire intérieure des provinces maritimes et la plus grande glace naturelle au Canada.
Cette patinoire était appréciée des sportifs. Le patineur de vitesse Harry Smyth (en) attribua ses succès à la qualité de sa glace, d'autres patineurs ou hockeyeurs ont aussi pratiqué sur cette glace comme Charles Gorman, Frank Garnett ou Harold “Dud” James. 
La patinoire était aussi lieu de spectacle. Le plus grand s'est tenu le 21 septembre 1926 quand un orchestre sous la direction de John Philip Sousa y a tenu deux spectacles à guichets fermés dans l'aréna de 2000 places.
Quand le lieu ne servait pas de patinoire, on pouvait s'y chauffer avec un système de chauffage composé d'une cheminée de brique à foyer ouvert dans lequel on allumait une conduite de gaz naturel ouverte. Ce système de chauffage a causé la perte de l'aréna, le brulant complètement le 26 février 1928 et tuant ainsi une jeune fille.

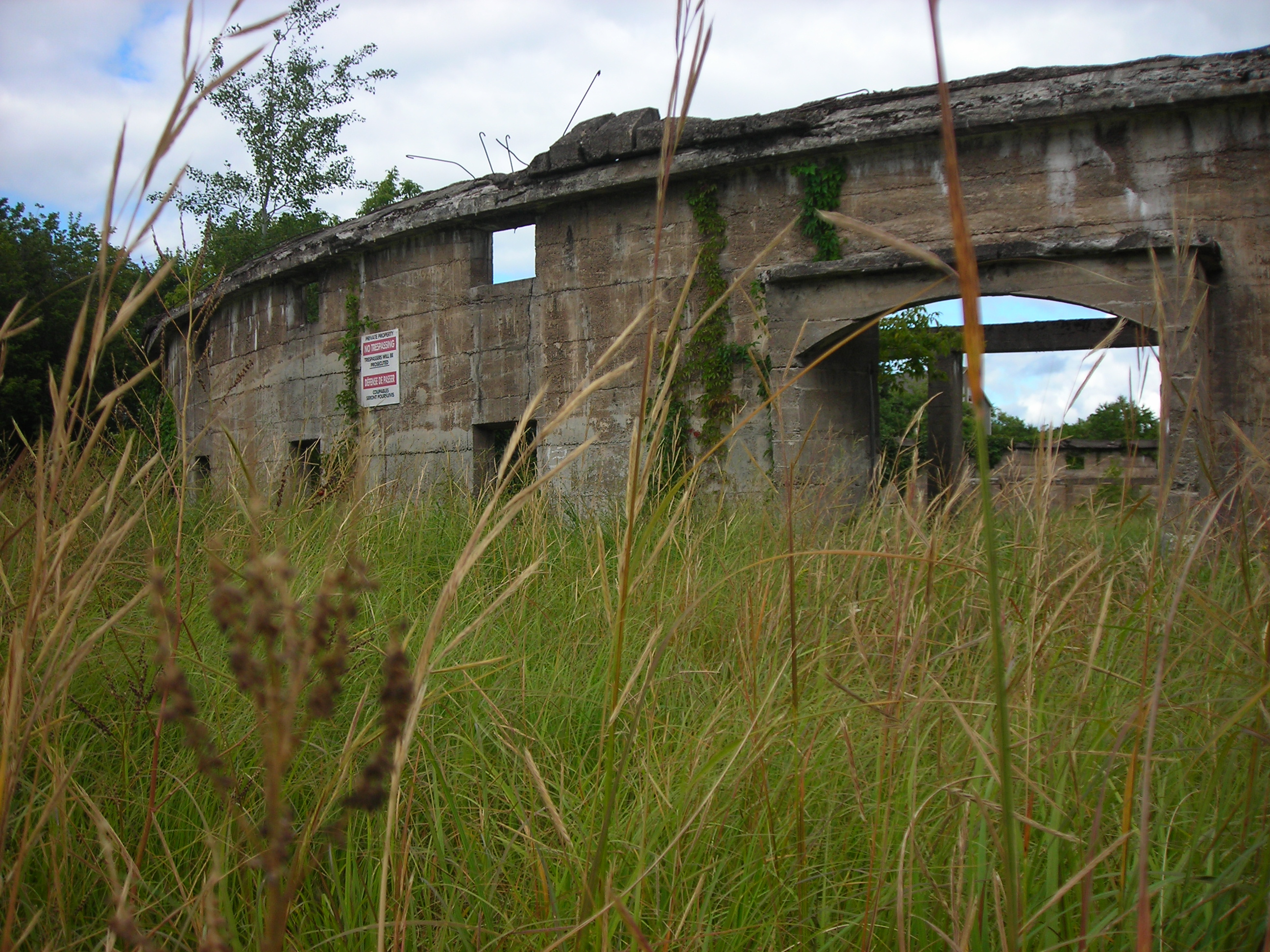
Ruine de la patinoire Sunny Brae.

Les ruines de l'aréna ont été désignées lieu historique local le 21 mars 2005 par la ville de Moncton.